# ريد أرمسترونغ
ريد أرمسترونغ هو لاعب هوكي الجليد كندي، ولد في 17 أكتوبر 1938 في أوين ساوند في كندا، وتوفي في 23 يوليو 1974 في سو ساينت ماري في كندا.

## وصلات خارجية
- ريد أرمسترونغ على موقع دوري الهوكي الوطني (الإنجليزية)
- ريد أرمسترونغ على موقع قاعة مشاهير الهوكي (لاعب أن.إتش.أل) (الإنجليزية)
- ريد أرمسترونغ على موقع EliteProspects.com (الإنجليزية)
- ريد أرمسترونغ على موقع HockeyDB.com (الإنجليزية)
- ريد أرمسترونغ على موقع Hockey-Reference.com (الإنجليزية)